# サン・ソッシオ・バロニーア
サン・ソッシオ・バロニーア（伊: San Sossio Baronia）は、イタリア共和国カンパニア州アヴェッリーノ県にある、人口約1,600人の基礎自治体（コムーネ）。

## 地理

### 位置・広がり

#### 隣接コムーネ
隣接するコムーネは以下の通り。括弧内のFGはフォッジャ県（プッリャ州）所属を示す。
- アンツァーノ・ディ・プーリア (FG)
- フルーメリ
- モンテレオーネ・ディ・プーリア (FG)
- サン・ニコーラ・バロニーア
- トレヴィーコ
- ヴァッレザッカルダ
- ツンゴリ

## 行政

### 分離集落
サン・ソッシオ・バロニーアには、以下の分離集落（フラツィオーネ）がある。
- Civita, Molara, Montuccio, Montemauro, Costa del Vallone, Santa Lucia, Turro, Monticelli